# Élections présidentielles sous la Cinquième République dans le Territoire de Belfort
Depuis l'adoption de la Constitution de la Cinquième République française en 1958, dix élections présidentielles ont eu lieu afin d'élire le président de la République. Cette page présente les résultats de ces élections dans le Territoire de Belfort.

## Synthèse des résultats du second tour
Hormis en 1995 où Lionel Jospin (51,41 %) arrive en tête du second tour, le département vote dans la tendance nationale. En 2017, Emmanuel Macron (58,18 %) obtient 8 points de moins qu'au niveau national. En 2022, Emmanuel (51,44%) obtient 7 points de moins qu'au niveau national tandis que Marine Le Pen frôle la barre des 50% dans le département.
| 2022 | Emmanuel Macron (51,44 %) (France : 58,55 %) | Marine Le Pen (48,56 %) (France : 41,45 %) | 73,32 % (France : 71,99 %) | 6,96 % (France : 6,23 %) |

| 2017 | Emmanuel Macron (58,18 %) (France : 66,10 %) | Marine Le Pen (41,82 %) (France : 33,90 %) | 75,67 % (France : 77,77 %) | 2,18 % (France : 2,47 %) |

| 2012 | François Hollande (50,52 %) (France : 51,64 %) | Nicolas Sarkozy (49,48 %) (France : 48,36 %) | 80,63 % (France : 80,35 %) | 2,07 % (France : 5,82 %) |

| 2007 | Nicolas Sarkozy (54,84 %) (France : 53,06 %) | Ségolène Royal (45,16 %) (France : 46,94 %) | 84,33 % (France : 83,97 %) | 1,53 % (France : 4,20 %) |

| 2002 | Jacques Chirac (77,92 %) (France : 82,21 %) | J.-M. Le Pen (22,08 %) (France : 17,79 %) | 76,38 % (France : 79,71 %) | 3,54 % (France : 3,38 %) |

| 1995 | Jacques Chirac (48,59 %) (France : 52,64 %) | Lionel Jospin (51,41 %) (France : 47,36 %) | 81,39 % (France : 78,38 %) | 3,11 % (France : 2,81 %) |

| 1988 | François Mitterrand (57,54 %) (France : 54,02 %) | Jacques Chirac (42,46 %) (France : 45,98 % %) | 81,89 % (France : 81,35 %) | 2,34 % (France : 2,00 %) |

| 1981 | François Mitterrand (56,42 %) (France : 51,76 %) | Valéry Giscard d'Estaing (43,58 %) (France : 48,24 %) | 81,47 % (France : 81,09 %) | 1,92 % (France : 1,62 %) |

| 1974 | Valéry Giscard d'Estaing (46,58 %) (France : 50,81 %) | François Mitterrand (53,42 %) (France : 49,19 %) | 85,94 % (France : 84,23 %) | 0,93 % (France : 0,92 %) |

| 1969 | Georges Pompidou (56,66 %) (France : 58,21 %) | Alain Poher (43,34 %) (France : 41,79 %) | 75,2 % (France : 77,59 %) | 1,44 % (France : 1,29 %) |

| 1965 | Charles de Gaulle (53,54 %) (France : 55,20 %) | François Mitterrand (46,46 %) (France : 44,80 %) | 84,1 % (France : 84,75 %) | 0,99 % (France : 1,01 %) |

|  | ▲ |

## Résultats détaillés par scrutin

### 2022
Arrivé en tête du premier tour, le président sortant Emmanuel Macron (27,85 %) affronte Marine Le Pen (23,15 %), un duel identique à celui du scrutin de 2017. C'est la deuxième fois qu'un second tour opposant les mêmes candidats à deux scrutins présidentiels consécutifs a lieu après ceux où se sont affrontés Valéry Giscard d'Estaing et François Mitterrand en 1974 et 1981.
En troisième position avec 21,95 % des voix, Jean-Luc Mélenchon réalise le score le plus élevé de ses trois candidatures et arrive largement en tête de la gauche, mais échoue à accéder au second tour, avec environ 400 000 voix de moins que Marine Le Pen.
Une nouvelle fois, les partis politiques traditionnels sont absents du second tour, dans des proportions encore plus importantes que lors de la précédente élection. Le Parti socialiste et Les Républicains, représentés respectivement par Anne Hidalgo et Valérie Pécresse, s'effondrent avec des scores historiquement faibles et n'atteignent pas le seuil des 5 %, condition permettant d'être remboursé des frais de campagne.
Pour la première fois, les candidatures classées à l'extrême droite dépassent le seuil de 30 % des suffrages exprimés au premier tour. La campagne est marquée à ses débuts par l'irruption sur la scène politique d'Éric Zemmour, dont la candidature fait concurrence à Marine Le Pen sur sa droite. Malgré des sondages initialement favorables, le candidat et fondateur de Reconquête arrive finalement loin derrière, en quatrième place. Les sondages d'opinion laissent également annoncer un duel serré entre le président sortant et Marine Le Pen, la possibilité d'une victoire pour cette dernière étant pour la première fois envisagée par ceux-ci.
Le second tour voit Emmanuel Macron l'emporter par 58,55 % des suffrages exprimés, permettant ainsi au président sortant d'entamer un second mandat. Le septennat ayant été aboli en 2000, il devient ainsi le premier président de la République française à être réélu pour un deuxième quinquennat, le deuxième président de la Cinquième République réélu hors période de cohabitation et le quatrième président de la Cinquième République réélu.
Dans le Territoire de Belfort, Marine Le Pen arrive en tête du premier tour avec 27,37 % des exprimés, suivie de Emmanuel Macron (24,07 %), Jean-Luc Mélenchon (20,96 %) et Éric Zemmour (8,02 %). Au second tour, les électeurs ont voté à 51,44 % pour Emmanuel Macron contre 48,66 % pour Marine Le Pen avec un taux de participation de 73,32 % des inscrits.
| Candidats                | Candidats                | Partis                   | Premier tour | Premier tour | Second tour | Second tour |
| Candidats                | Candidats                | Partis                   | Voix         | %            | Voix        | %           |
| ------------------------ | ------------------------ | ------------------------ | ------------ | ------------ | ----------- | ----------- |
|                          | Marine Le Pen            | RN                       | 19 061       | 27,37        | 30 202      | 48,56       |
|                          | Emmanuel Macron          | LREM                     | 16 768       | 24,07        | 31 987      | 51,44       |
|                          | Jean-Luc Mélenchon       | LFI                      | 14 601       | 20,96        |             |             |
|                          | Éric Zemmour             | REC                      | 5 583        | 8,02         |             |             |
|                          | Valérie Pécresse         | LR                       | 3 322        | 4,77         |             |             |
|                          | Yannick Jadot            | EELV                     | 2 798        | 4,02         |             |             |
|                          | Jean Lassalle            | RES                      | 2 000        | 2,87         |             |             |
|                          | Nicolas Dupont-Aignan    | DLF                      | 1 821        | 2,61         |             |             |
|                          | Fabien Roussel           | PCF                      | 1 485        | 2,13         |             |             |
|                          | Anne Hidalgo             | PS                       | 1 052        | 1,51         |             |             |
|                          | Philippe Poutou          | NPA                      | 603          | 0,87         |             |             |
|                          | Nathalie Arthaud         | LO                       | 560          | 0,60         |             |             |
|                          |                          |                          |              |              |             |             |
| Votes valides            | Votes valides            | Votes valides            | 69 654       | 97,44        | 62 189      | 90,49       |
| Votes blancs             | Votes blancs             | Votes blancs             | 1 242        | 1,74         | 4 581       | 6,61        |
| Votes nuls               | Votes nuls               | Votes nuls               | 590          | 0,83         | 1 947       | 2,90        |
| Total                    | Total                    | Total                    | 71 486       | 100          | 68 717      | 100         |
| Abstention               | Abstention               | Abstention               | 22 238       | 23,73        | 25 006      | 26,68       |
| Inscrits / participation | Inscrits / participation | Inscrits / participation | 93 724       | 76,27        | 93 723      | 73,32       |

### 2017
Le premier tour de l'élection présidentielle de 2017 voit s'affronter onze candidats. Emmanuel Macron arrive en tête devant Marine Le Pen et tous deux se qualifient pour le second tour. Néanmoins, avec François Fillon et Jean-Luc Mélenchon, les scores des quatre candidats ayant recueilli le plus de voix sont serrés (4,43 points entre le 1er et le 4e). Pour la première fois, aucun des candidats des deux partis politiques pourvoyeurs jusque-là des présidents de la Ve République, n'est présent au second tour. Celui-ci se tient le dimanche 7 mai et se solde par la victoire d'Emmanuel Macron, avec un total de 20 753 798 bulletins de vote en sa faveur, soit 66,10 % des suffrages exprimés, face à la candidate du Front national, qui recueille 33,90 %. Le scrutin est néanmoins marqué par une forte abstention et par un record de votes blancs ou nuls.
Dans le Territoire de Belfort, Marine Le Pen arrive en tête du premier tour avec 26,89 % des exprimés, suivie de Emmanuel Macron (20,64 %), Jean-Luc Mélenchon (19,1 %), François Fillon (17,7 %) et Benoît Hamon (5,85 %). Au second tour, les électeurs ont voté à 58,18 % pour Emmanuel Macron contre 41,82 % pour Marine Le Pen avec un taux de participation de 75,67 % des inscrits.
|             | FN          | Marine Le Pen         | 19 249 | 26,89 %    | 26 128 | 41,82 %    |  |  |
|             | EM          | Emmanuel Macron       | 14 771 | 20,64 %    | 36 345 | 58,18 %    |  |  |
|             | LFi         | Jean-Luc Mélenchon    | 13 672 | 19,1 %     |        |            |  |  |
|             | LR          | François Fillon       | 12 668 | 17,7 %     |        |            |  |  |
|             | PS          | Benoît Hamon          | 4 189  | 5,85 %     |        |            |  |  |
|             | DlF         | Nicolas Dupont-Aignan | 3 770  | 5,27 %     |        |            |  |  |
|             | UPR         | François Asselineau   | 941    | 1,31 %     |        |            |  |  |
|             | NPA         | Philippe Poutou       | 886    | 1,24 %     |        |            |  |  |
|             | RES         | Jean Lassalle         | 669    | 0,93 %     |        |            |  |  |
|             | LO          | Nathalie Arthaud      | 592    | 0,83 %     |        |            |  |  |
|             | SeP         | Jacques Cheminade     | 167    | 0,23 %     |        |            |  |  |
|             |             |                       |        |            |        |            |  |  |
|             |             |                       | Nombre | % inscrits | Nombre | % inscrits |  |  |
| Inscrits    | Inscrits    | Inscrits              | 95 290 |            | 95 258 |            |  |  |
| Abstentions | Abstentions | Abstentions           | 21 638 | 22,71 %    | 23 179 | 24,33 %    |  |  |
| Votants     | Votants     | Votants               | 73 652 | 77,29 %    | 72 079 | 75,67 %    |  |  |
|             |             |                       |        |            |        |            |  |  |
|             |             |                       |        | % votants  |        | % votants  |  |  |
| Blancs      | Blancs      | Blancs                | 1 439  | 1,51 %     | 6 777  | 7,11 %     |  |  |
| Nuls        | Nuls        | Nuls                  | 639    | 0,67 %     | 2 829  | 2,97 %     |  |  |
| Exprimés    | Exprimés    | Exprimés              | 71 574 | 75,11 %    | 62 473 | 65,58 %    |  |  |

### 2012
Hollande, désigné par le PS à la suite d'une primaire ouverte, devance Sarkozy dès le premier tour de l'élection présidentielle de 2012 : c'est la première fois qu'un président sortant est ainsi devancé. Au second tour, Sarkozy est battu mais par un écart plus faible qu'attendu.
Dans le Territoire de Belfort, François Hollande arrive en tête du premier tour avec 26,01 % des exprimés, suivi de Nicolas Sarkozy (23,88 %), Marine Le Pen (23,74 %), Jean-Luc Mélenchon (11,41 %) et François Bayrou (8,85 %). Au second tour, les électeurs ont voté à 50,52 % pour François Hollande contre 49,48 % pour Nicolas Sarkozy avec un taux de participation de 81,03 % des inscrits.
|                | PS             | François Hollande     | 19 484 | 26,01 %    | 35 866 | 50,52 %    |  |  |
|                | UMP            | Nicolas Sarkozy       | 17 891 | 23,88 %    | 35 123 | 49,48 %    |  |  |
|                | FN             | Marine Le Pen         | 17 786 | 23,74 %    |        |            |  |  |
|                | FG             | Jean-Luc Mélenchon    | 8 547  | 11,41 %    |        |            |  |  |
|                | MoDem          | François Bayrou       | 6 630  | 8,85 %     |        |            |  |  |
|                | EELV           | Éva Joly              | 1 516  | 2,02 %     |        |            |  |  |
|                | DLF            | Nicolas Dupont-Aignan | 1 343  | 1,79 %     |        |            |  |  |
|                | NPA            | Philippe Poutou       | 988    | 1,32 %     |        |            |  |  |
|                | LO             | Nathalie Arthaud      | 523    | 0,7 %      |        |            |  |  |
|                | S&P            | Jacques Cheminade     | 215    | 0,29 %     |        |            |  |  |
|                |                |                       |        |            |        |            |  |  |
|                |                |                       | Nombre | % inscrits | Nombre | % inscrits |  |  |
| Inscrits       | Inscrits       | Inscrits              | 94 889 |            | 94 858 |            |  |  |
| Abstentions    | Abstentions    | Abstentions           | 18 382 | 19,37 %    | 17 995 | 18,97 %    |  |  |
| Votants        | Votants        | Votants               | 76 507 | 80,63 %    | 76 863 | 81,03 %    |  |  |
|                |                |                       |        |            |        |            |  |  |
|                |                |                       |        | % votants  |        | % votants  |  |  |
| Blancs ou nuls | Blancs ou nuls | Blancs ou nuls        | 1 584  | 2,07 %     | 5 874  | 7,64 %     |  |  |
| Exprimés       | Exprimés       | Exprimés              | 74 923 | 97,93 %    | 70 989 | 97,93 %    |  |  |

### 2007
Au premier tour de l'élection présidentielle de 2007, Sarkozy réussit à capter une partie des voix de Le Pen et arrive largement en tête. Royal est la première femme qualifiée pour le second tour d'une élection présidentielle. Elle est battue avec une avance de 6 points.
Dans le Territoire de Belfort, Nicolas Sarkozy arrive en tête du premier tour avec 29,99 % des exprimés, suivi de Ségolène Royal (25 %), François Bayrou (15,27 %), Jean-Marie Le Pen (14,8 %) et Olivier Besancenot (5,09 %). Au second tour, les électeurs ont voté à 54,84 % pour Nicolas Sarkozy contre 45,16 % pour Ségolène Royal avec un taux de participation de 85,5 % des inscrits.
|                | UMP            | Nicolas Sarkozy      | 23 356 | 29,99 %    | 41 660 | 54,84 %    |  |  |
|                | PS             | Ségolène Royal       | 19 471 | 25 %       | 34 307 | 45,16 %    |  |  |
|                | UDF            | François Bayrou      | 11 894 | 15,27 %    |        |            |  |  |
|                | FN             | Jean-Marie Le Pen    | 11 527 | 14,8 %     |        |            |  |  |
|                | LCR            | Olivier Besancenot   | 3 960  | 5,09 %     |        |            |  |  |
|                | MPF            | Philippe de Villiers | 1 788  | 2,3 %      |        |            |  |  |
|                | Les Verts      | Dominique Voynet     | 1 441  | 1,85 %     |        |            |  |  |
|                | LO             | Arlette Laguiller    | 1 427  | 1,83 %     |        |            |  |  |
|                | SE             | José Bové            | 1 144  | 1,47 %     |        |            |  |  |
|                | GPA            | Marie-George Buffet  | 955    | 1,23 %     |        |            |  |  |
|                | CPNT           | Frédéric Nihous      | 640    | 0,82 %     |        |            |  |  |
|                | CNRSP          | Gérard Schivardi     | 269    | 0,35 %     |        |            |  |  |
|                |                |                      |        |            |        |            |  |  |
|                |                |                      | Nombre | % inscrits | Nombre | % inscrits |  |  |
| Inscrits       | Inscrits       | Inscrits             | 93 779 |            | 93 766 |            |  |  |
| Abstentions    | Abstentions    | Abstentions          | 14 698 | 15,67 %    | 13 600 | 14,5 %     |  |  |
| Votants        | Votants        | Votants              | 79 081 | 84,33 %    | 80 166 | 85,5 %     |  |  |
|                |                |                      |        |            |        |            |  |  |
|                |                |                      |        | % votants  |        | % votants  |  |  |
| Blancs ou nuls | Blancs ou nuls | Blancs ou nuls       | 1 209  | 1,53 %     | 4 199  | 5,24 %     |  |  |
| Exprimés       | Exprimés       | Exprimés             | 77 872 | 98,47 %    | 75 967 | 94,76 %    |  |  |

### 2002
Après cinq années de cohabitation, un duel est attendu entre Chirac et le Premier ministre Jospin lors de l'élection présidentielle de 2002, mais, à la surprise générale, ce dernier est devancé par Le Pen au premier tour. Au second tour, Chirac bénéficie du ralliement de la gauche et reçoit un score sans précédent. Il s'agit de la première élection pour un mandat de cinq ans et non plus sept.
Dans le Territoire de Belfort, Jean-Marie  Le Pen arrive en tête du premier tour avec 22,46 % des exprimés, suivi de Jean-Pierre  Chevenement (19,42 %), Jacques  Chirac (14,22 %), Lionel  Jospin (9,91 %) et Arlette Laguiller (5,55 %). Au second tour, les électeurs ont voté à 77,92 % pour Jacques  Chirac contre 22,08 % pour Jean-Marie  Le Pen avec un taux de participation de 81,67 % des inscrits.
|                | FN             | Jean-Marie Le Pen       | 14 836 | 22,46 %    | 14 955 | 22,08 %    |  |  |
|                | MC             | Jean-Pierre Chevènement | 12 826 | 19,42 %    |        |            |  |  |
|                | RPR            | Jacques Chirac          | 9 393  | 14,22 %    | 52 770 | 77,92 %    |  |  |
|                | PS             | Lionel Jospin           | 6 548  | 9,91 %     |        |            |  |  |
|                | LO             | Arlette Laguiller       | 3 667  | 5,55 %     |        |            |  |  |
|                | UDF            | François Bayrou         | 3 366  | 5,1 %      |        |            |  |  |
|                | Les Verts      | Noël Mamère             | 2 819  | 4,27 %     |        |            |  |  |
|                | MNR            | Bruno Mégret            | 2 644  | 4 %        |        |            |  |  |
|                | LCR            | Olivier Besancenot      | 2 644  | 4 %        |        |            |  |  |
|                | DL             | Alain Madelin           | 1 621  | 2,45 %     |        |            |  |  |
|                | CPNT           | Jean Saint-Josse        | 1 427  | 2,16 %     |        |            |  |  |
|                | PC             | Robert Hue              | 1 179  | 1,79 %     |        |            |  |  |
|                | Cap21          | Corinne Lepage          | 1 064  | 1,61 %     |        |            |  |  |
|                | PRG            | Christiane Taubira      | 903    | 1,37 %     |        |            |  |  |
|                | FRS            | Christine Boutin        | 777    | 1,18 %     |        |            |  |  |
|                | PT             | Daniel Gluckstein       | 330    | 0,5 %      |        |            |  |  |
|                |                |                         |        |            |        |            |  |  |
|                |                |                         | Nombre | % inscrits | Nombre | % inscrits |  |  |
| Inscrits       | Inscrits       | Inscrits                | 89 645 |            | 89 436 |            |  |  |
| Abstentions    | Abstentions    | Abstentions             | 21 176 | 23,62 %    | 16 394 | 18,33 %    |  |  |
| Votants        | Votants        | Votants                 | 68 469 | 76,38 %    | 73 042 | 81,67 %    |  |  |
|                |                |                         |        |            |        |            |  |  |
|                |                |                         |        | % votants  |        | % votants  |  |  |
| Blancs ou nuls | Blancs ou nuls | Blancs ou nuls          | 2 425  | 3,54 %     | 5 317  | 7,28 %     |  |  |
| Exprimés       | Exprimés       | Exprimés                | 66 044 | 96,46 %    | 67 725 | 92,72 %    |  |  |

### 1995
Après une nouvelle cohabitation et alors que la droite est particulièrement divisée entre Chirac et le Premier ministre Balladur, Jospin réussit à arriver en tête au premier tour de l'élection présidentielle de 1995, malgré la très lourde défaite de la gauche aux législatives de 1993. Au second tour, il est battu par Chirac.
Dans le Territoire de Belfort, Lionel Jospin arrive en tête du premier tour avec 25,8 % des exprimés, suivi de Jean-Marie Le Pen (18,75 %), Jacques Chirac (18,15 %), Édouard Balladur (15,44 %) et Robert Hue (7,36 %). Au second tour, les électeurs ont voté à 51,41 % pour Lionel Jospin contre 48,59 % pour Jacques Chirac avec un taux de participation de 82,82 % des inscrits.
|                | PS             | Lionel Jospin        | 17 835 | 25,8 %     | 34 326 | 51,41 %    |  |  |
|                | FN             | Jean-Marie Le Pen    | 12 964 | 18,75 %    |        |            |  |  |
|                | RPR            | Jacques Chirac       | 12 548 | 18,15 %    | 32 449 | 48,59 %    |  |  |
|                | RPR            | Édouard Balladur     | 10 678 | 15,44 %    |        |            |  |  |
|                | PC             | Robert Hue           | 5 086  | 7,36 %     |        |            |  |  |
|                | LO             | Arlette Laguiller    | 4 212  | 6,09 %     |        |            |  |  |
|                | Les Verts      | Dominique Voynet     | 3 132  | 4,53 %     |        |            |  |  |
|                | MPF            | Philippe de Villiers | 2 529  | 3,66 %     |        |            |  |  |
|                | S&P            | Jacques Cheminade    | 154    | 0,22 %     |        |            |  |  |
|                |                |                      |        |            |        |            |  |  |
|                |                |                      | Nombre | % inscrits | Nombre | % inscrits |  |  |
| Inscrits       | Inscrits       | Inscrits             | 87 675 |            | 87 640 |            |  |  |
| Abstentions    | Abstentions    | Abstentions          | 16 319 | 18,61 %    | 15 054 | 17,18 %    |  |  |
| Votants        | Votants        | Votants              | 71 356 | 81,39 %    | 72 586 | 82,82 %    |  |  |
|                |                |                      |        |            |        |            |  |  |
|                |                |                      |        | % votants  |        | % votants  |  |  |
| Blancs ou nuls | Blancs ou nuls | Blancs ou nuls       | 2 218  | 3,11 %     | 5 811  | 8,01 %     |  |  |
| Exprimés       | Exprimés       | Exprimés             | 69 138 | 96,89 %    | 66 775 | 91,99 %    |  |  |

### 1988
Après deux ans de cohabitation, Mitterrand affronte le Premier ministre Chirac lors de l'élection présidentielle de 1988. Le Pen obtient au premier tour un score jusque-là sans précédent pour un parti d'extrême droite. Au second tour, Mitterrand est facilement réélu.
Dans le Territoire de Belfort, François Mitterrand arrive en tête du premier tour avec 36,78 % des exprimés, suivi de Jacques Chirac (17,3 %), Jean-Marie Le Pen (16,77 %), Raymond Barre (13,89 %) et Antoine Waechter (5,28 %). Au second tour, les électeurs ont voté à 57,54 % pour François Mitterrand contre 42,46 % pour Jacques Chirac avec un taux de participation de 85,81 % des inscrits.
|                | PS                    | François Mitterrand | 24 983 | 36,78 %    | 39 956 | 57,54 %    |  |  |
|                | RPR                   | Jacques Chirac      | 11 749 | 17,3 %     | 29 487 | 42,46 %    |  |  |
|                | FN                    | Jean-Marie Le Pen   | 11 390 | 16,77 %    |        |            |  |  |
|                | SE                    | Raymond Barre       | 9 437  | 13,89 %    |        |            |  |  |
|                | Les Verts             | Antoine Waechter    | 3 589  | 5,28 %     |        |            |  |  |
|                | PC                    | André Lajoinie      | 3 047  | 4,49 %     |        |            |  |  |
|                | LO                    | Arlette Laguiller   | 1 966  | 2,89 %     |        |            |  |  |
|                | Communiste rénovateur | Pierre Juquin       | 1 410  | 2,08 %     |        |            |  |  |
|                | MPT                   | Pierre Boussel      | 350    | 0,52 %     |        |            |  |  |
|                |                       |                     |        |            |        |            |  |  |
|                |                       |                     | Nombre | % inscrits | Nombre | % inscrits |  |  |
| Inscrits       | Inscrits              | Inscrits            | 84 928 |            | 84 899 |            |  |  |
| Abstentions    | Abstentions           | Abstentions         | 15 381 | 18,11 %    | 12 043 | 14,19 %    |  |  |
| Votants        | Votants               | Votants             | 69 547 | 81,89 %    | 72 856 | 85,81 %    |  |  |
|                |                       |                     |        |            |        |            |  |  |
|                |                       |                     |        | % votants  |        | % votants  |  |  |
| Blancs ou nuls | Blancs ou nuls        | Blancs ou nuls      | 1 626  | 2,34 %     | 3 413  | 4,68 %     |  |  |
| Exprimés       | Exprimés              | Exprimés            | 67 921 | 97,66 %    | 69 443 | 95,32 %    |  |  |

### 1981
Lors de l'élection présidentielle de 1981, Giscard d'Estaing arrive en tête au premier tour et affronte, comme la fois précédente, Mitterrand. Pour la première fois, un président sortant est battu : Mitterrand devient le premier président de gauche de la Ve République.
Dans le Territoire de Belfort, François Mitterrand arrive en tête du premier tour avec 33,42 % des exprimés, suivi de Valéry Giscard d'Estaing (24,81 %), Jacques Chirac (16,34 %), Georges Marchais (11,88 %) et Brice Lalonde (4,04 %). Au second tour, les électeurs ont voté à 53,42 % pour François Mitterrand contre 43,58 % pour Valéry Giscard d'Estaing avec un taux de participation de 87,74 % des inscrits.
|                | PS             | François Mitterrand      | 21 721 | 33,42 %    | 39 094 | 56,42 %    |  |  |
|                | UDF            | Valéry Giscard d'Estaing | 16 126 | 24,81 %    | 30 193 | 43,58 %    |  |  |
|                | RPR            | Jacques Chirac           | 10 616 | 16,34 %    |        |            |  |  |
|                | PC             | Georges Marchais         | 7 718  | 11,88 %    |        |            |  |  |
|                | MEP            | Brice Lalonde            | 2 623  | 4,04 %     |        |            |  |  |
|                | LO             | Arlette Laguiller        | 2 035  | 3,13 %     |        |            |  |  |
|                | MRG            | Michel Crépeau           | 1 304  | 2,01 %     |        |            |  |  |
|                | Divers droite  | Michel Debré             | 1 088  | 1,67 %     |        |            |  |  |
|                | PSU            | Huguette Bouchardeau     | 894    | 1,38 %     |        |            |  |  |
|                | Divers droite  | Marie-France Garaud      | 860    | 1,32 %     |        |            |  |  |
|                |                |                          |        |            |        |            |  |  |
|                |                |                          | Nombre | % inscrits | Nombre | % inscrits |  |  |
| Inscrits       | Inscrits       | Inscrits                 | 81 324 |            | 81 291 |            |  |  |
| Abstentions    | Abstentions    | Abstentions              | 15 070 | 18,53 %    | 9 963  | 12,26 %    |  |  |
| Votants        | Votants        | Votants                  | 66 254 | 81,47 %    | 71 328 | 87,74 %    |  |  |
|                |                |                          |        |            |        |            |  |  |
|                |                |                          |        | % votants  |        | % votants  |  |  |
| Blancs ou nuls | Blancs ou nuls | Blancs ou nuls           | 1 269  | 1,92 %     | 2 041  | 2,86 %     |  |  |
| Exprimés       | Exprimés       | Exprimés                 | 64 985 | 98,08 %    | 69 287 | 97,14 %    |  |  |

### 1974
L'élection présidentielle de 1974 est une élection anticipée à la suite de la mort de Pompidou. Mitterrand, candidat unique de la gauche, est largement en tête au premier tour devant Giscard d'Estaing, qui distance lui-même Chaban-Delmas. Au terme d'une campagne animée, marquée par un débat télévisé tendu, Giscard d'Estaing l'emporte avec une très courte avance.
Dans le Territoire de Belfort, François Mitterrand arrive en tête du premier tour avec 47,53 % des exprimés, suivi de Valéry Giscard d'Estaing (30,44 %), Jacques Chaban-Delmas (13,86 %), Arlette Laguiller (2,64 %) et Jean Royer (1,88 %). Au second tour, les électeurs ont voté à 53,42 % pour François Mitterrand contre 46,58 % pour Valéry Giscard d'Estaing avec un taux de participation de 89,6 % des inscrits.
|                | PS             | François Mitterrand      | 27 089 | 47,53 %    | 31 601 | 53,42 %    |  |  |
|                | RI             | Valéry Giscard d'Estaing | 17 348 | 30,44 %    | 27 558 | 46,58 %    |  |  |
|                | UDR            | Jacques Chaban-Delmas    | 7 901  | 13,86 %    |        |            |  |  |
|                | LO             | Arlette Laguiller        | 1 504  | 2,64 %     |        |            |  |  |
|                | SE             | Jean Royer               | 1 073  | 1,88 %     |        |            |  |  |
|                | SE, écologiste | René Dumont              | 723    | 1,27 %     |        |            |  |  |
|                | MDSF           | Émile Muller             | 648    | 1,14 %     |        |            |  |  |
|                | FN             | Jean-Marie Le Pen        | 326    | 0,57 %     |        |            |  |  |
|                | FCR            | Alain Krivine            | 222    | 0,39 %     |        |            |  |  |
|                | NAR            | Bertrand Renouvin        | 79     | 0,14 %     |        |            |  |  |
|                | MFE            | Jean-Claude Sebag        | 59     | 0,1 %      |        |            |  |  |
|                |                |                          |        |            |        |            |  |  |
|                |                |                          | Nombre | % inscrits | Nombre | % inscrits |  |  |
| Inscrits       | Inscrits       | Inscrits                 | 66 937 |            | 66 906 |            |  |  |
| Abstentions    | Abstentions    | Abstentions              | 9 411  | 14,06 %    | 6 956  | 10,4 %     |  |  |
| Votants        | Votants        | Votants                  | 57 526 | 85,94 %    | 59 950 | 89,6 %     |  |  |
|                |                |                          |        |            |        |            |  |  |
|                |                |                          |        | % votants  |        | % votants  |  |  |
| Blancs ou nuls | Blancs ou nuls | Blancs ou nuls           | 533    | 0,93 %     | 791    | 1,32 %     |  |  |
| Exprimés       | Exprimés       | Exprimés                 | 56 993 | 99,07 %    | 59 159 | 98,68 %    |  |  |

### 1969
L'élection présidentielle de 1969 est une élection anticipée à la suite de la démission de De Gaulle. La gauche se lance désunie dans la course et, bien que Duclos (PCF) manque de le devancer, c'est le président par intérim Poher qui accède au second tour face à l'ex-Premier ministre Pompidou. Alors que Duclos refuse d'appeler à voter au second tour pour « bonnet blanc ou blanc bonnet », Pompidou est finalement largement élu.
Dans le Territoire de Belfort, Georges Pompidou arrive en tête du premier tour avec 44,66 % des exprimés, suivi de Alain Poher (23,47 %), Jacques Duclos (18,55 %), Gaston Defferre (6,23 %) et Michel Rocard (4,63 %). Au second tour, les électeurs ont voté à 56,66 % pour Georges Pompidou contre 43,34 % pour Alain Poher avec un taux de participation de 69,66 % des inscrits.
|                | UDR            | Georges Pompidou | 21 614 | 44,66 %    | 24 088 | 56,66 %    |  |  |
|                | CD             | Alain Poher      | 11 360 | 23,47 %    | 18 428 | 43,34 %    |  |  |
|                | PC             | Jacques Duclos   | 8 976  | 18,55 %    |        |            |  |  |
|                | SFIO           | Gaston Defferre  | 3 015  | 6,23 %     |        |            |  |  |
|                | PSU            | Michel Rocard    | 2 240  | 4,63 %     |        |            |  |  |
|                | LC             | Alain Krivine    | 604    | 1,25 %     |        |            |  |  |
|                | SE             | Louis Ducatel    | 583    | 1,2 %      |        |            |  |  |
|                |                |                  |        |            |        |            |  |  |
|                |                |                  | Nombre | % inscrits | Nombre | % inscrits |  |  |
| Inscrits       | Inscrits       | Inscrits         | 65 291 |            | 65 263 |            |  |  |
| Abstentions    | Abstentions    | Abstentions      | 16 194 | 24,8 %     | 19 800 | 30,34 %    |  |  |
| Votants        | Votants        | Votants          | 49 097 | 75,2 %     | 45 463 | 69,66 %    |  |  |
|                |                |                  |        |            |        |            |  |  |
|                |                |                  |        | % votants  |        | % votants  |  |  |
| Blancs ou nuls | Blancs ou nuls | Blancs ou nuls   | 705    | 1,44 %     | 2 947  | 6,48 %     |  |  |
| Exprimés       | Exprimés       | Exprimés         | 48 392 | 98,56 %    | 42 516 | 93,52 %    |  |  |

### 1965
L'élection présidentielle de 1965 est la première élection au suffrage universel direct à la suite du référendum d'octobre 1962. De Gaulle est mis en ballottage, à la surprise générale, par Mitterrand, candidat unique de la gauche. La campagne du second tour est axée sur l'Europe et les relations internationales ainsi que sur l'armement nucléaire. De Gaulle est finalement réélu avec une large avance.
Dans le Territoire de Belfort, Charles de Gaulle arrive en tête du premier tour avec 44,76 % des exprimés, suivi de François Mitterrand (33,92 %), Jean Lecanuet (15,6 %), Jean-Louis Tixier-Vignancour (3,32 %) et Marcel Barbu (1,27 %). Au second tour, les électeurs ont voté à 53,54 % pour Charles de Gaulle contre 46,46 % pour François Mitterrand avec un taux de participation de 84,52 % des inscrits.
|                | UNR            | Charles de Gaulle            | 23 935 | 44,76 %    | 28 354 | 53,54 %    |  |  |
|                | CIR            | François Mitterrand          | 18 137 | 33,92 %    | 24 606 | 46,46 %    |  |  |
|                | MRP            | Jean Lecanuet                | 8 341  | 15,6 %     |        |            |  |  |
|                | SE             | Jean-Louis Tixier-Vignancour | 1 778  | 3,32 %     |        |            |  |  |
|                | SE             | Marcel Barbu                 | 679    | 1,27 %     |        |            |  |  |
|                | PLE            | Pierre Marcilhacy            | 604    | 1,13 %     |        |            |  |  |
|                |                |                              |        |            |        |            |  |  |
|                |                |                              | Nombre | % inscrits | Nombre | % inscrits |  |  |
| Inscrits       | Inscrits       | Inscrits                     | 64 222 |            | 64 220 |            |  |  |
| Abstentions    | Abstentions    | Abstentions                  | 10 212 | 15,9 %     | 9 943  | 15,48 %    |  |  |
| Votants        | Votants        | Votants                      | 54 010 | 84,1 %     | 54 277 | 84,52 %    |  |  |
|                |                |                              |        |            |        |            |  |  |
|                |                |                              |        | % votants  |        | % votants  |  |  |
| Blancs ou nuls | Blancs ou nuls | Blancs ou nuls               | 536    | 0,99 %     | 1 317  | 2,43 %     |  |  |
| Exprimés       | Exprimés       | Exprimés                     | 53 474 | 99,01 %    | 52 960 | 97,57 %    |  |  |